# Ahmed Afif
Ahmed Afif, né le 6 janvier 1967, est un banquier et homme politique seychellois. Il est vice-président de la république des Seychelles depuis le 27 octobre 2020.

## Biographie
Ahmed Afif est né au Seychelles, le 6 janvier 1967. Il est d'origine maldivienne par son père Abdullah Afeef (en), qui fut président de l'éphémère État séparatiste de la république unie de Suvadive (en) de 1959 à 1963,. Afif étudie à l'université de Warwick au Royaume-Uni où il obtient un Bachelor of Science avec les honneurs en mathématiques, recherches opérationnelles, statistiques et économie. Il devient par la suite président des banques seychelloises NouvoBanq Seychelles et Seychelles Savings Bank.
Il est élu pour la première fois à l'Assemblée nationale dans la circonscription de l'Anse Étoile lors des élections législatives de 2016,. Il rejoint en 2015 l'Alliance seychelloise en tant que colistier de Patrick Pillay pour l'élection présidentielle de 2015. Avant les élections législatives de 2016, l'Alliance seychelloise rejoint l'Union démocratique seychelloise (LDS). En 2018, Ahmed Afif est élu vice-président de l'Assemblée nationale.
À la suite de l'élection présidentielle de 2020 qui conduit à la victoire de Wavel Ramkalawan, Afif en tant que colistier devient vice-président de la République. Il prête serment le 27 octobre 2020. Le 4 novembre 2020, le président de la République Ramkalawan lui attribue les portefeuilles ministérielles des Technologies, de l'Information et de la Communication.